# Euploca racemosa
Euploca racemosa är en strävbladig växtart som beskrevs av Joseph Nelson Rose och Standley. Euploca racemosa ingår i släktet Euploca och familjen strävbladiga växter. Inga underarter finns listade i Catalogue of Life.